# بهمن اردلان
بهمن اردلان (زاده ۱ خرداد ۱۳۴۴ - تویسرکان) صدابردار و صداگذار اهل ایران است. وی فعالیت هنری خود را ازسال ۱۳۶۶ آغاز نمود.

### دستیار کارگردان
- رنو تهران - ۲۹ (۱۳۶۹)

### بازیگر
- جمعه (۱۳۷۸)
- دادستان (۱۳۷۰)

### صدابردار
- آسمان غرب (۱۴۰۲)
- جزیره (۱۴۰۰)
- بادیگارد (۱۳۹۴)
- دختر (۱۳۹۴)
- فرار از اردو (۱۳۹۳)
- چ (فیلم) (۱۳۹۲)
- رنج و سرمستی (۱۳۹۲)
- گنجشکک اشی‌مشی (۱۳۹۲)
- برلین منفی هفت (۱۳۹۰)
- بی تابی بیتا (۱۳۹۰)
- آسمان محبوب (۱۳۸۸)
- یه حبه قند (۱۳۸۸)
- دایره زنگی (۱۳۸۶)
- دیوار (۱۳۸۶)
- کنعان (۱۳۸۶)
- همیشه پای یک زن در میان است (۱۳۸۶)
- قفل ساز (۱۳۸۵)
- نیوه مانگ (۱۳۸۵)
- خاک سرد (۱۳۸۴)
- سفر به هیدالو (۱۳۸۴)
- وقتی همه خواب بودند (۱۳۸۴)
- خیلی دور، خیلی نزدیک (۱۳۸۳)
- دوئل (۱۳۸۲)
- جایی دیگر (۱۳۸۱)
- دختر شیرینی فروش (۱۳۸۰)
- شب یلدا (۱۳۸۰)
- فردا (۱۳۸۰)
- نفس عمیق (۱۳۸۰)
- بچه‌های بد (۱۳۷۹)
- بهشت از آن تو (۱۳۷۹)
- علی و دنی (۱۳۷۹)
- سلطان (۱۳۷۵)
- براده‌های خورشید (۱۳۷۴)
- عبور از تله (۱۳۷۲)
- تابع قانون (۱۳۷۱)

### صدابردار صحنه
- فوتبالیست‌ها (فیلم) (۱۳۷۹)
- سحرگاه پیروزی (۱۳۷۸)
- مرد بارانی (۱۳۷۸)
- نسل سوخته (۱۳۷۸)
- پسر مریم (۱۳۷۷)
- زشت و زیبا (۱۳۷۷)
- کمکم کن (۱۳۷۷)
- هیوا (۱۳۷۷)
- سمفونی تهران (۱۳۷۳)
- زینت (۱۳۷۲)
- راه و بیراه (۱۳۷۰)
- مدرسه پیرمردها (۱۳۷۰)

### صداگذار
- آسمان غرب (۱۴۰۲)
- شکستن همزمان بیست استخوان (۱۳۹۷)
- چهارشنبه خون به پا می‌شود (۱۳۹۳)
- تاج محل (۱۳۹۱)
- روز روشن (۱۳۹۱)
- نیوه مانگ (۱۳۸۵)
- لاک‌پشت‌ها هم پرواز می‌کنند (۱۳۸۲)
- علی و دنی (۱۳۷۹)
- سفر به چزابه (۱۳۷۴)
- سمفونی تهران (۱۳۷۳)
- عبور از تله (۱۳۷۲)
- سایه‌های هجوم (۱۳۷۱)
- ایلیا، نقاش جوان (۱۳۷۰)
- راه و بیراه (۱۳۷۰)
- موتو (۱۳۷۰)

### صداگذاری و میکس
- واسطه (۱۳۹۶)
- اکسیدان (۱۳۹۵)
- پرسه در حوالی من (۱۳۹۵)
- بی تابی بیتا (۱۳۹۰)
- یه حبه قند (۱۳۸۸)
- خیلی دور، خیلی نزدیک (۱۳۸۳)
- نفس عمیق (۱۳۸۰)
- یکی بود یکی نبود (۱۳۷۹)
- پسر مریم (۱۳۷۷)
- کمکم کن (۱۳۷۷)
- هیوا (۱۳۷۷)
- چرخ (۱۳۷۶)
- تعطیلات تابستانی (۱۳۷۴)
- نان و شعر (۱۳۷۲)

### امور فنی صدا
- تیغ آفتاب (۱۳۶۹)
- گربه آوازخوان (۱۳۶۹)
- شب بیست و نهم (۱۳۶۸)
- فانی (۱۳۶۸)
- گزل (۱۳۶۸)

### دستیار صدابردار
- پسر مریم (۱۳۷۷)
- دادستان (۱۳۷۰)

### دستیار صداگذاری
- پناهنده (۱۳۷۲)

### افکت
- شب بیست و نهم (۱۳۶۸)

### با تشکر از
- بابا عزیز (۱۳۸۲)

## جوایز
- ۱۳۷۸ - برندگان تندیس زرین بهترین صدای فیلم جشن خانه سینمای ایران برای فیلم هیوا
- ۱۳۸۳ - برندگان تندیس زرین بهترین صدای فیلم جشن خانه سینمای ایران برای فیلم لاک‌پشت‌ها هم پرواز می‌کنند
- ۱۳۸۴ - برندگان تندیس زرین بهترین صدای فیلم جشن خانه سینمای ایران برای فیلم دوئل
- ۱۳۹۸ - کاندید بهترین صدای جشنواره سی و هفتم فیلم فجر برای فیلم ۲۳ نفر[۱]